# Klášter Batalha
Klášter Batalha (portugalsky Mosteiro da Batalha, výslovnost „batalja“) je jednou z významných památek v Portugalsku. Tento dominikánský klášter se nachází ve stejnojmenném portugalském městě Batalha, asi 110 km severně od Lisabonu. Byl založen roku 1386 králem Janem I. na památku vítězství v bitvě u Aljubarroty (1385), ve které se rozhodovalo o nezávislosti Portugalska na Kastilii.

## Historie
Boj o nezávislost portugalského království vyvrcholil ve druhé polovině 14. století po smrti Ferdinanda I. Portugalského v roce 1383. Kromě královny regentky Eleonory a levobočka Jana z Avisu si činil nárok na Portugalsko na základě příbuzenských vztahů i Jan I. Kastilský.
K rozhodující bitvě došlo 14. srpna 1385 u vesnice Aljubarroty. Portugalci společně s Angličany porazili kastilského krále Jana, podporovaného naopak králem francouzským, Karlem VI. Právě před rozhodující bitvou, probíhající v předvečer svátku Nanebevzetí Panny Marie, budoucí král Jan I., velmistr rytířského řádu z Avizu (Ordem Militar de Aviz), slíbil, že v případě vítězství postaví klášter zasvěcený Panně Marii. Necelé dva roky po vítězné bitvě byla skutečně zahájena stavba kostela Panny Marie Vítězné (Santa Maria da Vitória) a kláštera řádu dominikánů. Současně vzniklá osada dostala jméno Batalha („Bitva“) a dodnes svým jménem připomíná okolnosti vzniku kláštera a obce.
Výstavba kláštera do dnešní podoby trvala více než století (1386 až 1517), a tak zachycuje vývoj portugalské gotiky od její vrcholné fáze až k manuelskému stylu (pozdní gotice).
Autorem základní koncepce chrámu a kláštera byl portugalský stavitel Afonso Domingues, který řídil stavbu až do roku 1402. Jeho pojetí gotiky nezapře inspiraci z velkých anglických chrámů, katedrály v Yorku a Canterbury. V letech 1402 až 1438 pokračoval ve stavbě Mistr Huguet, který pocházel z Francie či z Anglie. Byl to on, který de facto dokončil základní představu stavby. Pod jeho řízením byla uzavřena klenba kostela, vznikl hlavní portál chrámu a byla postavena kaple zakladatelů – mausoleum královské dynastie Aviz. Zde stojí sarkofág zakladatelů kláštera zdobený reliéfy královských manželů Jana I. a jeho manželky Filipy z Lancasteru; je tu pohřben i jejich syn, princ Jindřich Mořeplavec.
Huguet zahájil také stavbu tzv. Nedokončených kaplí (Capelas imperfeitas), pro krále Eduarda I. (Duarta I.), která se měla stát mauzoleem jeho rodiny. Výstavba této kaple byla zpomalena během vlády Manuela I. (1495–1521), neboť král Manuel dal přednost vybudování nového královského mauzolea v klášterním kostele řádu svatého Jeronýma na předměstí Lisabonu, kde je i pohřben. I přesto za jeho vlády pracovali v klášteře nejlepší stavitelé tzv. manuelského stylu, Mateus Fernandes a jeho zeť Diogo Boytaca. Mistr Mateus Fernandes vytvořil v Nedokončené kapli velkolepě zdobený, do nejmenších kamenických detailů propracovaný portál, který symbolicky odkazuje mimo jiné ke králi Eduardovi. O výstavbu v této kapli se zasloužila i Manuelova sestra, královna Eleonora, která zde nechala vybudovat pohřební kapli pro svého manžela, krále Jana II., a předčasně zemřelého syna Alfonse.
Zemětřesení v roce 1755 sice kostel a klášter poškodilo, ale daleko větší škody způsobila napoleonská vojska, která v letech 1810 až 1811 objekt vyplenila a vypálila. Komplex zůstal opuštěn a postupně se rozpadal. Teprve král Ferdinand II. Portugalský v roce 1840 rozhodl o restauraci, která trvala až do 20. století.
V roce 1907 byl kostel s klášterem prohlášen za národní památku a v roce 1983 zapsána na Seznam světového dědictví UNESCO.

## Fotogalerie

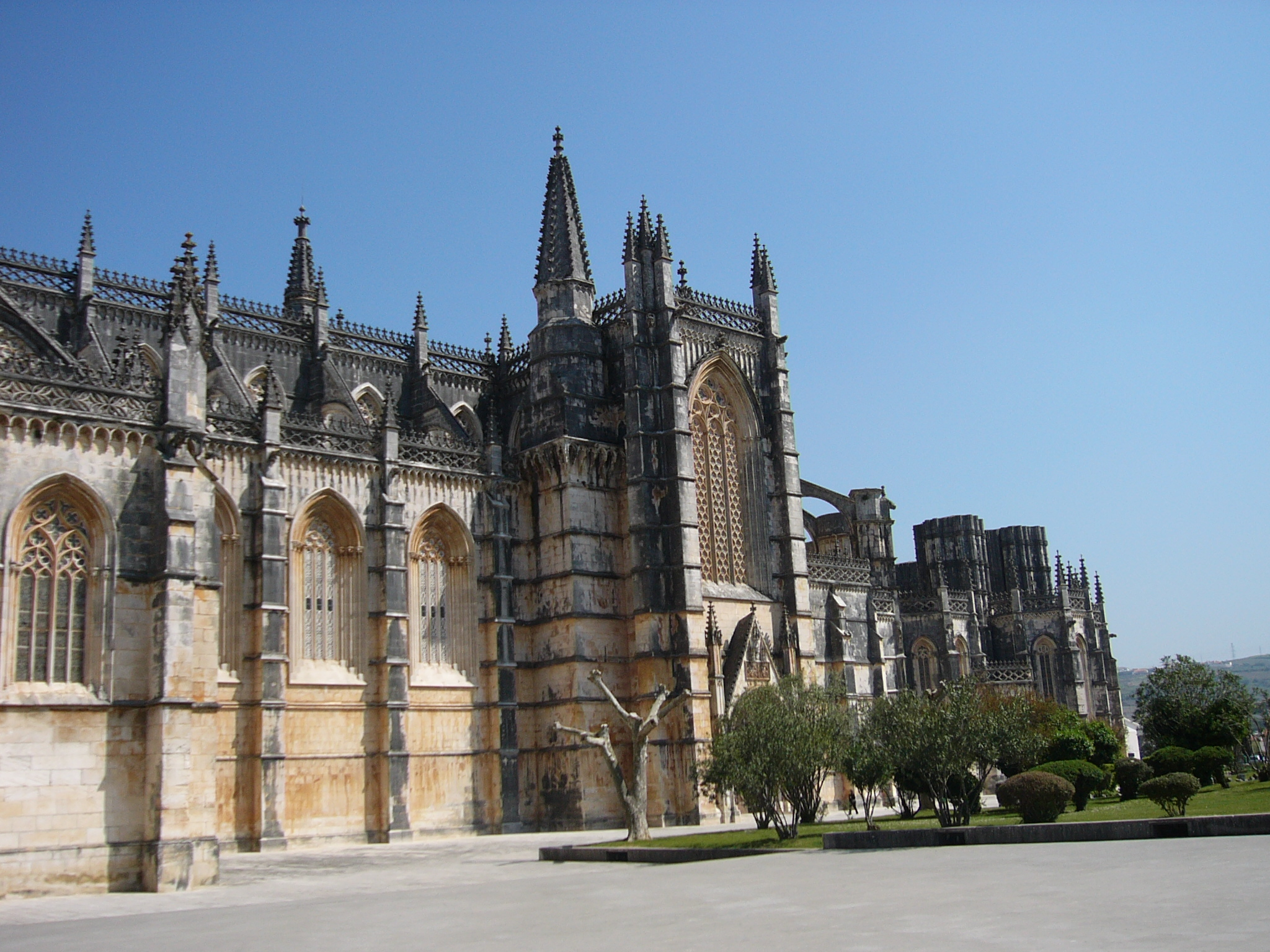
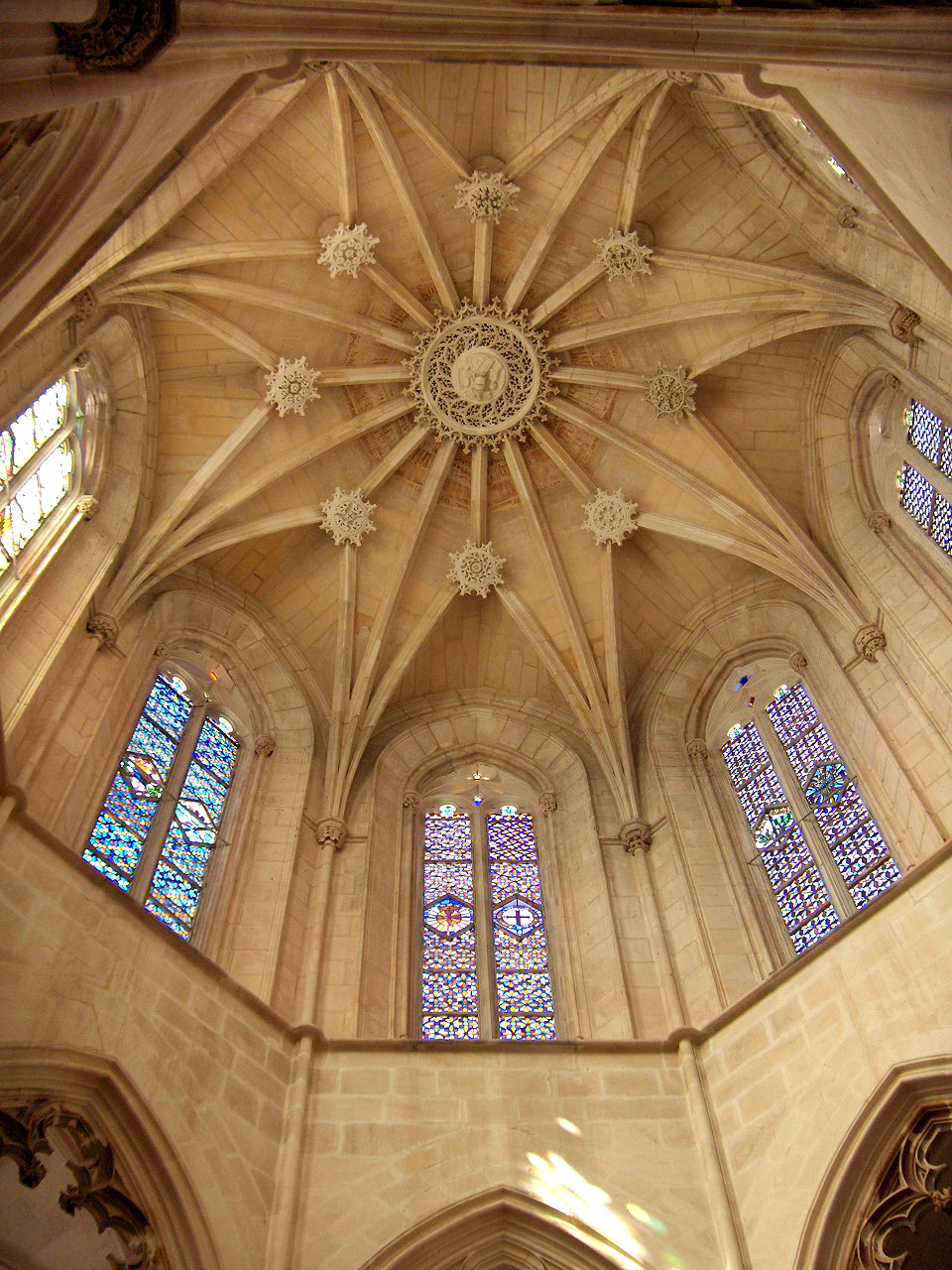
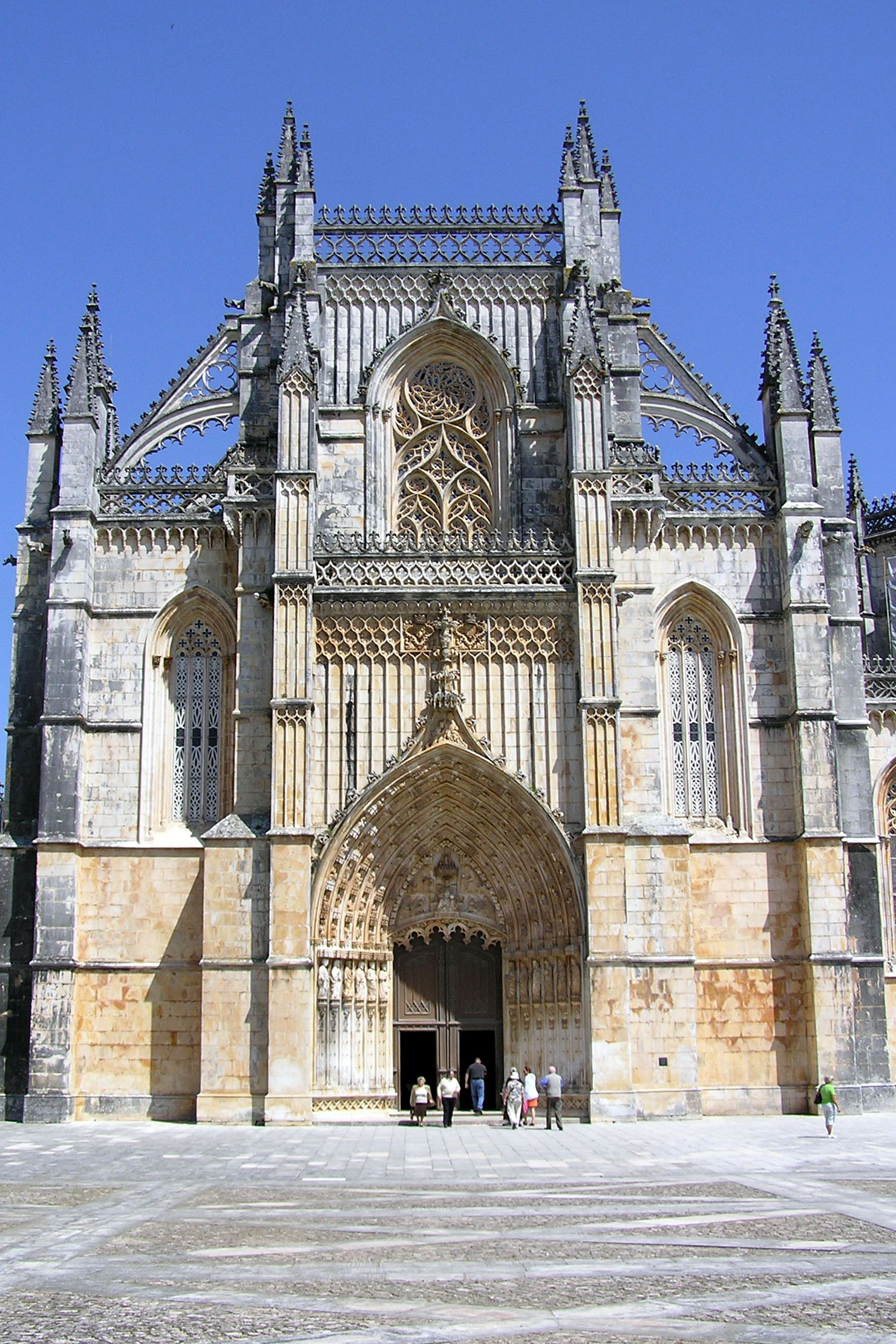